# Strzelin

Strzelin este un oraș în Polonia.